# Waschhaus (Saint-Aignan)

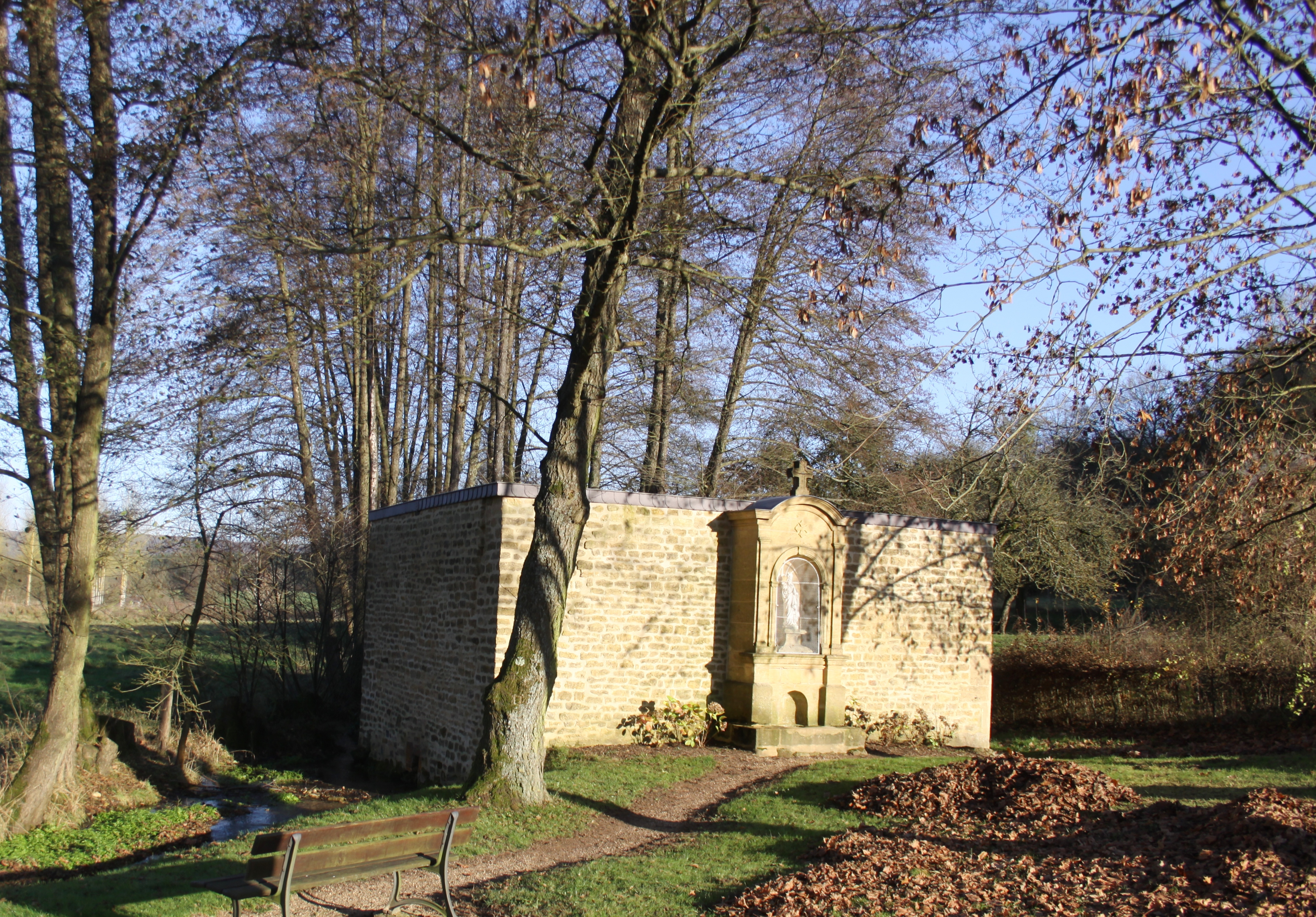
Waschhaus in Saint-Aignan

Das Waschhaus (französisch lavoir) in Saint-Aignan, einer französischen Gemeinde im Département Ardennes in der Region Grand Est, wurde in der ersten Hälfte des 19. Jahrhunderts errichtet. Das öffentliche Waschhaus am Ortsrand steht seit 1986 als Monument historique auf der Liste der Baudenkmäler in Frankreich.